# رابرت هوبر (ورزشکار)
رابرت هوبر (انگلیسی: Robert Huber; ۳۰ مارس ۱۸۷۸ – ۲۵ نوامبر ۱۹۴۶) Consul، مدیر عامل اجرایی، plant manager اهل فنلاند بود.
وی در مسابقات کشوری و بین‌المللی در مجموع برندهٔ ۱ مدال نقره، ۱ مدال برنز شده‌است.